# Mont Lesima
Le mont Lesima, qui culmine à 1 724 mètres d'altitude, se trouve aux confins entre les provinces de Plaisance et Pavie (dont il est le point le plus élevé), entre les vallées des torrents Avagnone et Boreca, tributaires du fleuve Trebbia. C’est l'une des cimes les plus élevées de l'Apennin ligure, seulement dépassée par les monts du groupe du val d'Aveto.
Ces imposantes collines boisées s’étendent en direction nord-est, dominant le val Trebbia. Le mont Lesima se reconnaît facilement à cause de la présence d’une station radar pour l’aéronautique et d’une grande croix peu en dessous du sommet.
Aux raides pentes orientales et septentrionales, contraste la colline occidentale unie à la crête qui relie le mont Lesima avec la crête du val Staffora et du val Trebbia.
Le mont peut être parcouru par des sentiers qui passent par la localité de Zerba en val Boreca (province de Plaisance), ou Rovaiolo Vecchio (province de Pavie), ou plus commodément, à pied, par la route privée qui relie le col du Giovà et le col du Brallo à la station radar.
De la cime, la vue est splendide sur le val Trebbia, un panorama sur les proches cimes du groupe du mont Antola et du val d'Aveto. Vers le nord et par journée claire, sont visibles Oltrepò Pavese, la plaine du Pô, et sur les Alpes du mont Rose à la chaîne de la Bernina. Malgré la hauteur, la Riviera méditerranéenne (côte ligure) n’est pas visible, cachée par le mont Carmo et le mont Cavalmurone, desquels la vue est magnifique sur la Riviera ligure occidentale et en particulier sur Savone.
Le sommet se trouve aux limites des provinces de Plaisance (qui possède la majeure partie du mont, avec les versants nord, sud, ouest et une partie de celui est) et de Pavie (qui possède une petite partie du versant est), et à quelques kilomètres la province d’Alexandrie.

## Légende
La légende attribue le nom Lesima aux temps d’Hannibal : quand le général carthaginois, campé avec ses hommes dans le val Trebbia, escalada le sommet du mont et s’en retourna avec une blessure à la main, d’où lesa manus qui devint Lesima.

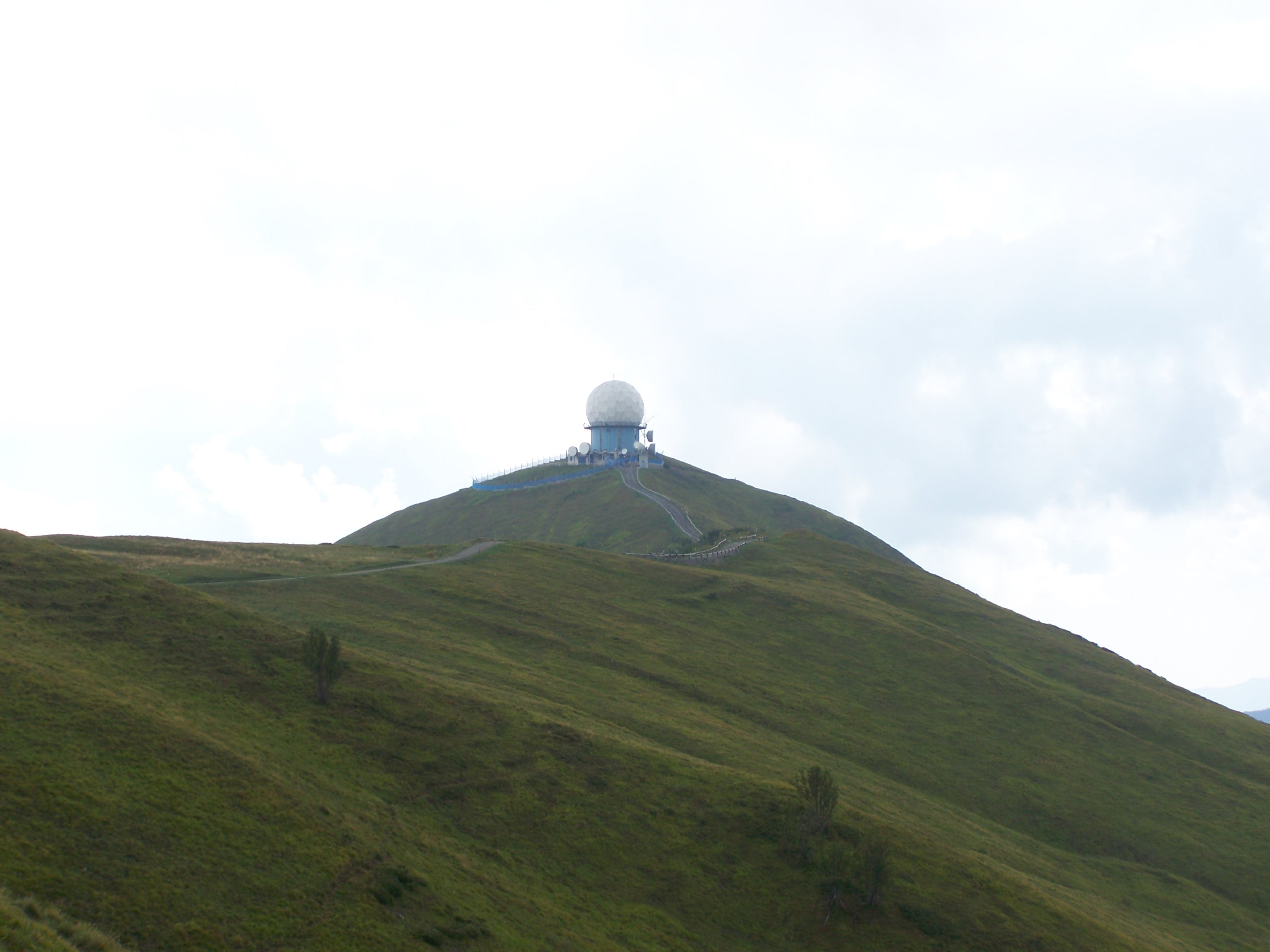
La cime du mont Lesima avec la station radar
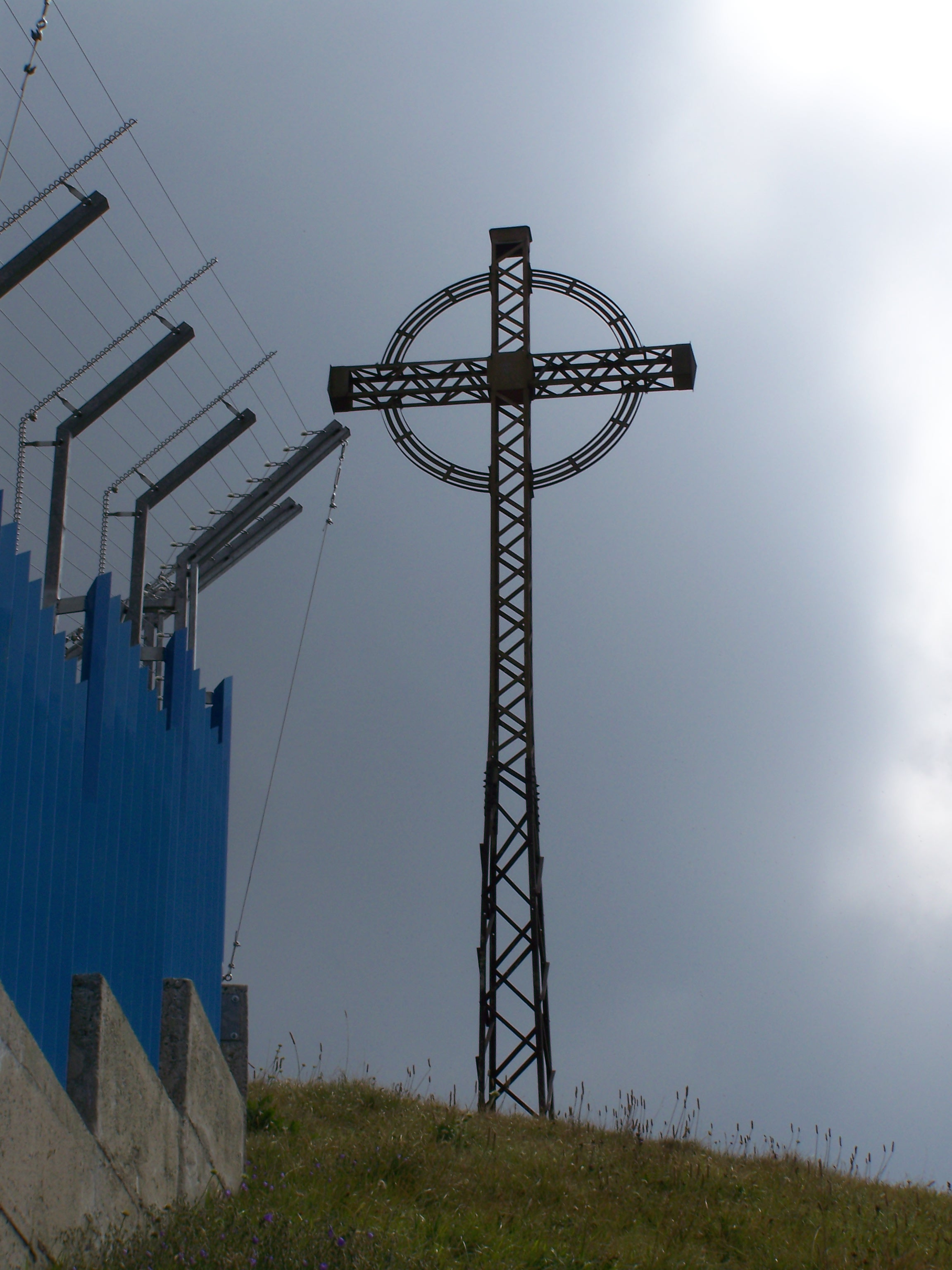
Une croix sur la cime du mont Lesima